# Henderikus Christophorus Schetsberg
Henderikus Christophorus Schetsberg (1796 - 1856) was uitgever te Goes en Leeuwarden, en schrijver.
Anoniem bracht hij in 1858 zijn eigen vertelling De planter Brunel en zijne slaven Asa en Neno uit. De streng christelijke teneur spreekt al duidelijk uit de ondertitel: of Hoe de Hemelsche Vader het kwade gedoogt om daaruit het goede te doen geboren worden. Vanuit het kader van een bijeenkomst van een gezelschap waar verteld wordt, geeft het verhaal een bekende reeks slavernijgebeurtenissen: de misère aan boord van een slavenschip, de entering van het schip door zeeschuimers, een slavenmarkt waar de trotse neger Asa gescheiden wordt van zijn dochter en verkocht aan de planter Brunel. Zijn zoon Neno blijft wel bij hem. In het vervolg wordt de goddeloze planter Brunel afgezet tegen de godvruchtige slaven. Aan het einde van het verhaal bekeert de planter zich tot Christus Jezus. De paradox is dat deze roman wel een pleidooi tegen het systeem van de slavernij geeft, maar in wezen van geen ander wereldbeeld of andere ideologie uitgaat dan die van de slavenhouders zelf.
- Gemeinsame Normdatei: 1055304312
- Virtual International Authority File: 309680899
- WorldCat: E39PBJvxpm6xdTjctwRgw9kJjC